# Ринат Дасајев
Ринат Фајзрахманович Дасајев (рус. Ринат Файзрахманович Дасаев; 13. јун 1957) је бивши совјетски фудбалски голман. По етничкој припадности је Татарин, играо је на три Светска првенства са Совјетским националним тимом. Сматра се као други најбољи руски голман икада иза Лава Јашина, и један од најбољих на свету у осамдесетим.